# Nova vas (gmina Bloke)
Nova vas – wieś w Słowenii, siedziba gminy Bloke. W 2020 roku liczyła 293 mieszkańców.